# Bahía de Balayán
La bahía de Balayán es una entrada del mar en la costa sudoccidental de la isla de Luzón, en Filipinas.

## Descripción
Se encuentra en la costa sudoccidental de la isla de Luzón. La bahía, catalogada como seno, aparece descrita en el primer volumen del Diccionario geográfico, estadístico, histórico de las Islas Filipinas (1850) de Manuel Buzeta Núñez y Felipe Bravo con las siguientes palabras:

BALAYAN (seno de): en la costa S. O. de la isla de Luzon, entrando en el estrecho de Mindoro por la boca esterior ú occidental; hállase comprendido entre la punta de Santiago al O. y la que lo divide de la ensenada de Batangas al E., estendiéndose desde los 124° 22' long., 124° 37' id., y los 13° 46' lat., 13° 58' id. En este espacioso seno se hallan los cómodos puertos de Balayan y de Tall, y en su playa, los pueblos que dan nombre á estos puertos, y el de Calaca. En él desaguan numerosos r. que se desprenden de los montes inmediatos, y el caudaloso que sale de la laguna de Taal.
(Buzeta y Bravo, 1850, p. 332)